# معركة رأس المعرة
معركة رأس المعرة هي معركة وقعت بين يومي 13-17 يوليو (تموز) 2014 في سوريا خلال الحرب الأهلية السورية بين قوات حزب الله اللبنانية وميليشيات الجيش السوري الحر وجبهة النصرة في بلدة رأس المعرة الواقعة على الحدود اللبنانية السورية.

## التسلسل الزمني للأحداث
اندلعت أولى الاشتباكات في مساء يوم 13 يوليو (تموز) 2014 على الحدود بين لبنان وسوريا في المنطقة الواقعة بين مدينة عرسال اللبنانية وبلدة رأس المعرة السورية الواقعة في مدينة القلمون. كانت الميليشيات التابعة للمعارضة السورية لا تزال متواجدة في مدينة عرسال في لبنان، حيث يتواجد العديد من اللاجئين على الرغم من انتصار الجيش السوري النظامي في جبال القلمون في مارس (آذار) 2014، وبحسب ما ذكره المرصد السوري لحقوق الإنسان، فقد كان هناك عدة مئات من المقاتلين المنتمين لميليشيات المتمردين الذين لا يزالون مختبئين في التلال والكهوف في سوريا. وفي 15 يوليو (تموز) 2014، أصيب سبعة مدنيين سوريين بينهم أطفال جراء الصواريخ التي أطلقتها ميليشيات المعارضة السورية على بلدة عرسال اللبنانية، فاستمرت الاشتباكات في منطقة عرسال والقلمون خلال يومي 15 و16 يوليو (تموز) 2014. وبعد توقف الاشتباكات، اتخذ حزب الله موقعه في قرية نحلة اللبنانية، غير أنه انسحب من القرية بعد ذلك. وبحسب تصريحات أدلى بها أحد عناصر جبهة النصرة لوكالة رويترز، فقد حاولت عناصر من ميليشيات حزب الله اللبنانية الشيعية في 16 يوليو (تموز) 2014 التسلل إلى الأراضي السورية عبر قريتين شيعيتين لبنانيتين واقعتين على طول الحدود بين البلدين، إلا أنهم وقعوا في كمين نصبته لهم ميليشيات جبهة النصرة. وفي اليوم نفسه، شنت القوات الجوية السورية أيضًا غارات على قرى وادي الزمارنة والعجرم بالقرب من عرسال.

## الخسائر البشرية
وفقًا لما ذكره المرصد السوري لحقوق الإنسان فقد قُتل اثنان من عناصر حزب الله في 13 يوليو (تموز) 2014 خلال اليوم الأول من الاشتباكات في منطقة عرسال ورأس المعرة، في حين أشار عنصر من عناصر حزب الله إلى مقتل ثلاثة من قوات حزب الله، بينما أعلنت قوات الجيش السوري النظامي من جانبها عن مقتل ثلاثة مقاتلين بالجيش السوري وأصابة 10 آخرين خلال الاشتباكات. وفي 14 يوليو (تموز) 2014 أعلن المرصد السوري لحقوق الإنسان أن الاشتباكات في المنطقة الحدودية بين رأس المعرة السورية وعرسال اللبنانية خلفت ما لا يقل عن 16 قتيلًا، ففي يومي 13- 14 يوليو (تموز) 2014 فقط قُتل سبعة عناصر من حزب الله بينما أصيب 31 آخرون خلال الاشتباكات التي استمرت من ليلة الأحد وحتى ليلة الاثنين. ومن جانبها أعلنت ميليشيات المتمردين التي كانت تضم في صفوفها مقاتلين من جبهة النصرة، وهي الفرع السوري لتنظيم القاعدة، ما لا يقل عن تسعة قتلى و23 جريحًا كان من بينهم ثلاثة جرحى بإصابات خطيرة نُقلوا على إثرها إلى مستشفى ميداني في مدينة عرسال. كما تم أسر أربعة عشر متمردًا ينتمون لجماعات مختلفة من بينها جبهة النصرة، وفقًا لما ذكره المرصد السوري لحقوق الإنسان. أشارت صحيفة لوريان لو جور أيضًا إلى أنه وفقًا لتصريحات أعضاء حزب الله، فقد قُتل 41 متمردًا وتم أسر 20 آخرين خلال الاشتباكات التي وقعت في المنطقة الحدودية يومي 15 و16 يوليو (تموز) 2014. وفي 17 يوليو (تموز) 2014، صرح مصدر داخل حزب الله لوكالة رويترز أن الحركة فقدت تسعة رجال خلال الأسبوع في الاشتباكات الدائرة في منطقة عرسال ورأس المعرة، قُتل ثلاثة منهم خلال يوم 16 يوليو (تموز) 2014 فقط. وفي نفس اليوم، أفاد مسؤول في قوات الأمن اللبنانية لوكالة رويترز إن 26 من مقاتلي جبهة النصرة قتلوا خلال الأسبوع. ومن جانبها لم تكشف جبهة النصرة عن عدد القتلى والمصابين من مقاتليها خلال الاشتباكات، ولكنها اعترفت بوجود خسائر في صفوفها.